# Pharmacis
Pharmacis là một chi moths trong họ Hepialidae. There are eight described species được tìm thấy ở Eurasia.

## Các loài
- Pharmacis aemilianus - Ý
- Pharmacis anselminae - Italy
- Pharmacis bertrandi - Pháp
- Pharmacis carna - Central and miền đông châu Âu
- Pharmacis castillanus - Tây Ban Nha
- Pharmacis claudiae - Italy
- Pharmacis fusconebulosa Map-winged Swift - Eurasia

- Recorded food plants: Polystichum, Pteridium, Solanum

- Pharmacis pyrenaicus - France